# هوگماین
هوگماین (به هلندی: Hoogmeien) یک منطقهٔ مسکونی در هلند است که در بورن (هلند) واقع شده‌است.